# Avec
Avec är drycker som konsumeras efter middagen till kaffet. Vanliga exempel på avec är whisky, cognac, calvados, mörk rom, tequila, punsch och andra likörer.
Ordet är franskt, betyder med och är en kortform av uttrycket du café avec le petit verre som betyder kaffe med det lilla glaset. 

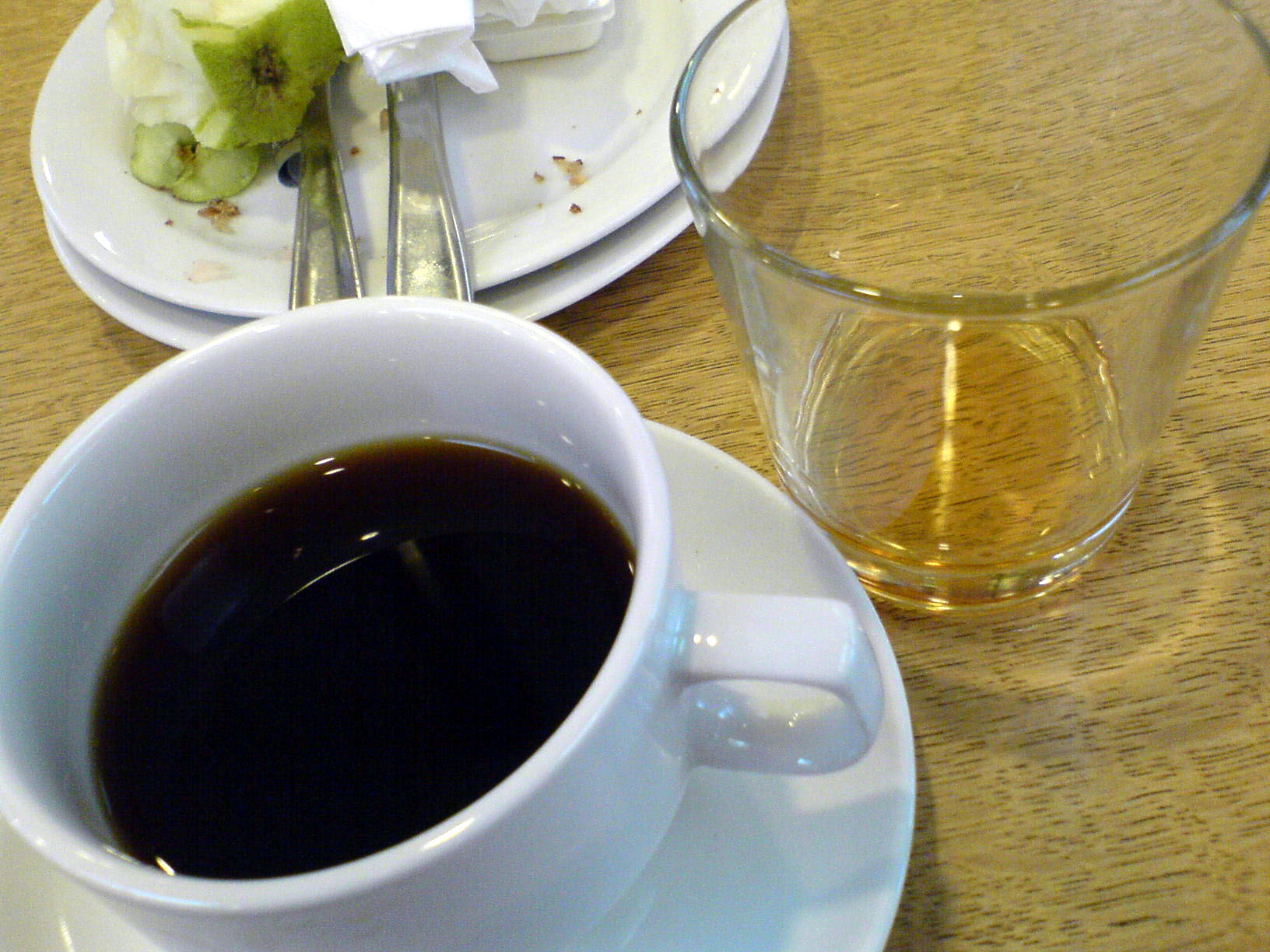
Kaffe och avec

I finlandssvenskt språkbruk används även avec vid inbjudningar och då menas att inbjudan gäller för den inbjudna samt respektive.